# Aleuroplatus validus
Aleuroplatus validus là một loài côn trùng cánh nửa trong họ Aleyrodidae, phân họ Aleyrodinae.
Aleuroplatus validus được Quaintance & Baker miêu tả khoa học đầu tiên năm 1917.